# The British Encyclopedia
Ne pas confondre avec British Encyclopedia, or Dictionary of Arts and Sciences (en).
The British Encyclopaedia et The British Dictionary sont une encyclopédie et un dictionnaire de connaissances générales en 12 volumes, illustrés, et publiés par Odhams Press (en) Ltd en 1933. Les volumes un à dix forment l'encyclopédie, tandis que les deux derniers constituent ensemble le dictionnaire. 
L'ouvrage a été préparé sous la direction générale de J. M. Parrish, M.A. (Oxon.), John R. Crossland, F.R.G.S., et Angelo S. Rappoport, Ph.D., B. es L., et contient une introduction de Cyril Norwood, alors directeur de l'école Harrow. Un certain nombre d'éminents universitaires ont contribué à ces travaux.